# Cathal Cú-cen-máthair
Pour les articles homonymes, voir Cú.
Cathal Cú-cen-máthair mac Cathaíl (mort en 665), souvent connu sous le nom de Cú-cen-máthair, était un roi de Munster (en irlandais : Muman), l'un des cinq royaumes d'Irlande, de 661 jusqu'à sa mort. Il était le fils de Cathal mac Áedo Flaind Chathrach (mort vers 628) et appartenait à la famille des Eóganacht Glendamnach, une branche du clan des Eóganachta descendant d'Óengus mac Nad Froích (mort en 489), le premier roi chrétien de Muman, par son fils Eochaid mac Óengusa. Le nom Cú-cen-máthair signifie le chien sans mère. 

## Biographie
Les Annales de Tigernach placent la naissance de Cú-cen-máthair en 602. 
Il succéda en 661 à Máenach mac Fíngin, du clan rival des Eóganacht Chaisil, la branche cousine de la royauté originaire de Cashel. Un poème attribué à Luccrech moccu Chérai déroule la liste de ses ancêtres jusqu'à Adam. 
Les Annales de Tigernach signalent une éclipse pendant les calendes de mai 664, qui précéda l'arrivée en Irlande de la grande épidémie de peste et un tremblement de terre. L'épidémie s'étendit rapidement : dès le début de l'année suivante, les Annales de Tigernach portent l'indication sobre d'« une grande mortalité ». 
Il remporta en 665 la bataille de Loch Fén contre le royaume de Connachta et mourut de la peste la même année, après un règne de trois ans disent les Laud Synchronisms. 
Cú-cen-máthair laissa au moins deux fils, Finguine mac Cathail (mort en 696) et Ailill mac Cathail (mort en 701), tous deux apparaissant plus tard comme rois de Muman dans les annales.